# Pallacanestro Cantù 2022-2023
Questa voce raccoglie le informazioni riguardanti la Pallacanestro Cantù nelle competizioni ufficiali della stagione 2022-2023.

## Stagione
La stagione 2022-2023 della Pallacanestro Cantù sponsorizzata Acqua San Bernardo, è la 6ª nel secondo livello del campionato italiano di pallacanestro, la Serie A2.

## Organigramma societario
Aggiornato al 28 luglio 2022.
- Presidente: Roberto Allievi
- Vicepresidenti: Sergio Paparelli, Angelo Passeri, Walter Sgnaolin
- Consigliere Delegato: Andrea Mauri
- Consiglieri: Bruno Arrigoni, Antonio Biella, Gioacchino Pantoni
- General Manager: Alessandro Santoro
- Segretario Generale: Luca Rossini
- Team Manager: Diego Fumagalli
- CFO: Angelo Passeri
- Sviluppo Palasport e Partnership: Alberto Beretta, Andrea Mauri
- Sviluppo Progetti Futuri: Daniele Della Fiori
- Responsabile Comunicazione: Alessandro Palermo
- Digital Specialist: Walter Gorini
- Ticketing: Micol Portaluppi
- Addetto Arbitri: Carlino Cattaneo

- Allenatore: Romeo Sacchetti
- Assistenti: Massimiliano Oldoini
- Direttore Tecnico: Fabrizio Frates
- Preparatore fisico: Oscar Pedretti
- Video Analyst: Antonello Sorci
- Analyst: Filippo Sacripanti
- Preparatore atletico: Luciano D'Ancicco
- Responsabile Medico: Federico Casamassima
- Medico: Fabrizio Orsenigo
- Fisioterapisti: Andrea Lanzi, Paolo Maino, Marco Mascheroni, Emanuele Taiana
- Ortopedico: Marco Camagni

## Roster
Aggiornato al 20 marzo 2023.
| Acqua San Bernardo Cantù 2022-2023 | Acqua San Bernardo Cantù 2022-2023 |
| Giocatori                          | Staff tecnico                      |
| ---------------------------------- | ---------------------------------- |

| N. | Naz.                                        | Ruolo | Nome                 | Anno | Alt.   | Peso   |  |
| -- | ------------------------------------------- | ----- | -------------------- | ---- | ------ | ------ |  |
| 1  | Italia (bandiera)                           | G     | Francesco Stefanelli | 1995 | 191 cm | 88 kg  |  |
| 4  | Stati Uniti (bandiera)                      | C     | Dario Hunt           | 1989 | 206 cm | 104 kg |  |
| 8  | Italia (bandiera)                           | AC    | Filippo Baldi Rossi  | 1991 | 208 cm | 101 kg |  |
| 9  | Italia (bandiera)                           | P     | Nicola Berdini       | 2003 | 185 cm | 80 kg  |  |
| 11 | Serbia (bandiera) · Italia (bandiera)       | A     | Stefan Nikolić       | 1997 | 203 cm | 95 kg  |  |
| 18 | Italia (bandiera)                           | C     | Riccardo Greppi      | 2005 | 207 cm |        |  |
| 19 | Italia (bandiera)                           | G     | Guglielmo Borsani    | 2004 | 190 cm |        |  |
| 20 | Italia (bandiera)                           | AG    | Matteo Da Ros (C)    | 1989 | 204 cm | 95 kg  |  |
| 21 | Italia (bandiera)                           | PG    | Lorenzo Bucarelli    | 1998 | 198 cm | 93 kg  |  |
| 22 | Italia (bandiera)                           | C     | Giovanni Pini        | 1992 | 205 cm | 100 kg |  |
| 28 | Italia (bandiera)                           | GA    | Giovanni Severini    | 1993 | 197 cm | 85 kg  |  |
| 32 | Croazia (bandiera)                          | P     | Roko Rogić           | 1992 | 187 cm | 83 kg  |  |
| 36 | Italia (bandiera)                           | AG    | Davide Brembilla     | 2004 | 200 cm | 90 kg  |  |
| 36 | Italia (bandiera)                           | C     | Alessandro Morgillo  | 1999 | 204 cm | 105 kg |  |
| 40 | Stati Uniti (bandiera) · Polonia (bandiera) | PG    | David Logan          | 1982 | 185 cm | 77 kg  |  |
| 41 | Italia (bandiera)                           | P     | Gregorio Meroni      | 2005 | 188 cm |        |  |

| Allenatore                                                                                         |
| - Romeo Sacchetti                                                                                  |
| Assistente/i                                                                                       |
| - Ugo Ducarello - Massimiliano Oldoini Legenda - (C) Capitano - (IN) Inattivo - Infortunato Roster |

## Mercato

### Sessione estiva
| Acquisti | Acquisti            | Acquisti          | Acquisti       | Acquisti   |
| R.       | Nome                | da                | Data           | Modalità   |
| -------- | ------------------- | ----------------- | -------------- | ---------- |
| ALL      | Romeo Sacchetti     | Fortitudo Bologna | 21 giugno 2022 | svincolato |
| AC       | Filippo Baldi Rossi | Pall. Reggiana    | 1 luglio 2022  | svincolato |
| P        | Roko Rogić          | Pierniki Toruń    | 3 luglio 2022  | svincolato |
| AC       | Giovanni Pini       | Scaligera Verona  | 12 luglio 2022 | svincolato |
| P        | Nicola Berdini      | Reyer Venezia     | 14 luglio 2022 | prestito   |
| C        | Dario Hunt          | Promitheas        | 28 luglio 2022 | svincolato |
| ALL      | Ugo Ducarello       | Omnia Pavia       | 31 luglio 2022 | svincolato |

| Cessioni | Cessioni      | Cessioni            | Cessioni         | Cessioni       |
| R.       | Nome          | a                   | Data             | Modalità       |
| -------- | ------------- | ------------------- | ---------------- | -------------- |
| C        | Marco Cusin   | Amici Pall. Udinese | 30 giugno 2022   | fine contratto |
| P        | Luca Vitali   | Free agent          | 30 giugno 2022   | fine contratto |
| AP       | Luigi Sergio  | Free agent          | 1 luglio 2022    | fine contratto |
| C        | Jordan Bayehe | N.B. Brindisi       | 3 luglio 2022    | fine contratto |
| C        | Il’ja Boev    | Chieti 1974         | 19 luglio 2022   | prestito       |
| G        | Trevon Allen  | JuVi Cremona        | 6 agosto 2022    | fine contratto |
| P        | Zack Bryant   | Czarni Słupsk       | 1 settembre 2022 | fine contratto |

### Dopo l'inizio della stagione
| Acquisti | Acquisti            | Acquisti       | Acquisti       | Acquisti      |
| R.       | Nome                | da             | Data           | Modalità      |
| -------- | ------------------- | -------------- | -------------- | ------------- |
| C        | Il’ja Boev          | Chieti 1974    | 5 gennaio 2023 | fine prestito |
| C        | Alessandro Morgillo | Mantova        | 3 marzo 2023   | svincolato    |
| PG       | David Logan         | Scafati Basket | 9 maggio 2023  | svincolato    |

| Cessioni | Cessioni      | Cessioni         | Cessioni        | Cessioni    |
| R.       | Nome          | a                | Data            | Modalità    |
| -------- | ------------- | ---------------- | --------------- | ----------- |
| C        | Il’ja Boev    | Basket Corato    | 5 gennaio 2023  | prestito    |
| C        | Giovanni Pini | Scaligera Verona | 8 febbraio 2023 | rescissione |

## Risultati

### Serie A2

#### Stagione regolare

##### Girone d'andata
| Arbitri: | Giacomo Dori (Mirano) Jacopo Pazzaglia (Pesaro) Edoardo Ugolini (Forlì) |

|                              |            |                                          |
| Potts 16 Pullazi 13 Amato 12 | Punti      | 16 Baldi Rossi 15 Nikolić, Rogić 11 Hunt |
| Amato 5                      | Assist     | 7 Rogić                                  |
| Pullazi 8                    | Rimbalzi   | 7 Hunt                                   |
| Davide Villa                 | Allenatori | Romeo Sacchetti                          |

| Arbitri: | Angelo Caforio (Brindisi) Pasquale Pecorella (Trani) Nicolò Bertuccioli (Pesaro) |

|                                    |            |                                 |
| Nikolić 16 Rogić 13 Hunt, Da Ros 8 | Punti      | 14 Tucker 9 Timperi 8 Del Testa |
| Rogić 6                            | Assist     | 4 Zugno                         |
| Rogić 9                            | Rimbalzi   | 10 Tucker                       |
| Romeo Sacchetti                    | Allenatori | Gabriele Ceccarelli             |

| Arbitri: | Enrico Boscolo Nale (Chioggia) Alessandro Tirozzi (Bologna) Marco Barbiero (Milano) |

|                                        |            |                                                |
| Eboua 17 Alibegović, Cannon 12 Mobio 9 | Punti      | 23 Nikolić 6 Baldi Rossi, Berdini, Hunt 4 Pini |
| Caroti 4                               | Assist     | 2 Bucarelli, Rogić                             |
| Cannon 9                               | Rimbalzi   | 9 Hunt                                         |
| Demis Cavina                           | Allenatori | Romeo Sacchetti                                |

| Arbitri: | Gianluca Gagliardi (Anagni) Nicholas Pellicani (Ronchi dei Legionari) Giulio Giovannetti (Rivoli) |

|                                         |            |                                |
| Bucarelli, Nikolić 17 Hunt 14 Berdini 9 | Punti      | 16 Marini 12 Clark 10 Bruttini |
| Bucarelli 4                             | Assist     | 4 Maspero                      |
| Nikolić 9                               | Rimbalzi   | 6 Bruttini, Lombardi           |
| Romeo Sacchetti                         | Allenatori | Michele Carrea                 |

| Arbitri: | Daniele Yang Yao (Vigasio) Andrea Longobucco (Ciampino) Marco Attard (Firenze) |

|                               |            |                                      |
| Hunt 23 Rogić 17 Bucarelli 16 | Punti      | 17 Massone 16 Jenkins 13 Tsetserukou |
| Rogić 13                      | Assist     | 11 Massone                           |
| Baldi Rossi 9                 | Rimbalzi   | 7 Massone                            |
| Romeo Sacchetti               | Allenatori | Daniele Parente                      |

| Arbitri: | Stefano Ursi (Livorno) Stefano Wassermann (Trieste) Mirko Picchi (Ferentino) |

|                                 |            |                                        |
| Skeens 14 Miaschi 13 Pascolo 12 | Punti      | 21 Bucarelli 18 Rogić 12 Hunt, Nikolić |
| Sabatini 5                      | Assist     | 5 Rogić                                |
| Skeens 13                       | Rimbalzi   | 7 Bucarelli                            |
| Stefano Salieri                 | Allenatori | Romeo Sacchetti                        |

| Arbitri: | Alessio Dionisi (Fabriano) Lorenzo Lupelli (Aprilia) Andrea Cassinardi (Bibbiano) |

|                              |            |                             |
| Rogić 18 Hunt 16 Severini 15 | Punti      | 22 Grande 17 Costi 14 Marfo |
| Rogić 11                     | Assist     | 11 Chiarastella             |
| Hunt 7                       | Rimbalzi   | 7 Costi, Marfo              |
| Romeo Sacchetti              | Allenatori | Devis Cagnardi              |

| Arbitri: | Salvatore Nuara (Treviso) Mattia Martellosio (Buccinasco) Stefano De Biase (Udine) |

|                                |            |                               |
| Redivo 25 Formenti 12 Carver 9 | Punti      | 21 Nikolić 15 Berdini 10 Hunt |
| Ellis 7                        | Assist     | 4 Pini                        |
| Carver 13                      | Rimbalzi   | 7 Nikolić                     |
| Andrea Valentini               | Allenatori | Romeo Sacchetti               |

| Arbitri: | Enrico Bartoli (Trieste) Alberto Morassutti (Gradisca d'Isonzo) Pierluigi Marzo (Lecce) |

|                                         |            |                                |
| Fall 12 Cicchetti 10 Alipiev, Moretti 9 | Punti      | 20 Rogić 18 Hunt 10 Stefanelli |
| Alipiev 2                               | Assist     | 4 Rogić                        |
| Cicchetti 10                            | Rimbalzi   | 9 Da Ros, Hunt                 |
| Franco Gramenzi                         | Allenatori | Romeo Sacchetti                |

| Arbitri: | Marco Rudellat (Nuoro) Chiara Maschietto (Treviso) Daniele Caruso (Milano) |

|                                       |            |                                     |
| Baldi Rossi 25 S. Nikolić 19 Rogić 17 | Punti      | 19 L. Nikolić 14 Giachetti 13 Rullo |
| Nikolić, Rogić 6                      | Assist     | 3 Rullo                             |
| Baldi Rossi 17                        | Rimbalzi   | 6 Giachetti                         |
| Romeo Sacchetti                       | Allenatori | Luca Bechi                          |

| Arbitri: | Roberto Radaelli (Rho) Duccio Maschio (Firenze) Marco Marzulli (Pisa) |

|                            |            |                                     |
| De Vico 20 Poser 15 Pepe 9 | Punti      | 27 Nikolić 20 Da Ros 12 Baldi Rossi |
| De Vico 4                  | Assist     | 4 Baldi Rossi, Da Ros               |
| De Vico 9                  | Rimbalzi   | 9 Baldi Rossi                       |
| Franco Ciani               | Allenatori | Romeo Sacchetti                     |

| Arbitri: | Daniele Yang Yao (Vigasio) Michele Centonza (Grottammare) Luca Attard (Priolo Gargallo) |

|                                       |            |                               |
| Nikolić 21 Baldi Rossi 16 Severini 14 | Punti      | 14 Nasello 11 Vincini 8 Reati |
| Da Ros 9                              | Assist     | 4 Boglio                      |
| Nikolić 10                            | Rimbalzi   | 9 Vincini                     |
| Romeo Sacchetti                       | Allenatori | Alessandro Crotti             |

##### Girone di ritorno
| Arbitri: | Mauro Moretti (Marsciano) Valerio Salustri (Roma) Andrea Coraggio (Sora) |

|                                    |            |                                      |
| Nikolić 16 Rogić 15 Baldi Rossi 13 | Punti      | 16 Amato 13 Hill 11 Montano, Pullazi |
| Da Ros 7                           | Assist     | 5 Potts                              |
| Hunt 11                            | Rimbalzi   | 8 Pullazi                            |
| Romeo Sacchetti                    | Allenatori | Davide Villa                         |

| Arbitri: | Alessio Dionisi (Fabriano) Alessandro Costa (Livorno) Massimiliano Spessot (Gradisca d'Isonzo) |

|                             |            |                                     |
| Geist 19 Tucker 16 Zugno 12 | Punti      | 21 Hunt 17 Baldi Rossi 16 Bucarelli |
| Zugno 5                     | Assist     | 8 Da Ros                            |
| Tucker 14                   | Rimbalzi   | 13 Hunt                             |
| Gabriele Ceccarelli         | Allenatori | Romeo Sacchetti                     |

| Arbitri: | Moreno Almerigogna (Trieste) Gianluca Gagliardi (Anagni) Stefano De Biase (Udine) |

|                                 |            |                                                        |
| Hunt 20 Rogić 13 Baldi Rossi 11 | Punti      | 12 Cannon 7 Caroti, Pecchia 6 Alibegović, Eboua, Mobio |
| Bucarelli 4                     | Assist     | 4 Caroti                                               |
| Da Ros 8                        | Rimbalzi   | 10 Pecchia                                             |
| Romeo Sacchetti                 | Allenatori | Demis Cavina                                           |

| Arbitri: | Giacomo Dori (Mirano) Mattia Martellosio (Buccinasco) Chiara Maschietto (Treviso) |

|                                |            |                                            |
| Clark 20 Giuri 19 Sacchetti 18 | Punti      | 19 Rogić 18 Baldi Rossi 15 Bucarelli, Hunt |
| Cerella, Giuri 5               | Assist     | 6 Baldi Rossi, Bucarelli, Rogić            |
| Sacchetti 12                   | Rimbalzi   | 7 Hunt                                     |
| Michele Carrea                 | Allenatori | Romeo Sacchetti                            |

| Arbitri: | Matteo Lucotti (Binasco) Giulio Giovannetti (Rivoli) Nicolò Bertuccioli (Pesaro) |

|                                          |            |                                        |
| Romeo 20 Mollura 14 Massone, Stumbris 13 | Punti      | 18 Bucarelli 16 Rogić 12 Hunt, Nikolić |
| Massone 5                                | Assist     | 8 Rogić                                |
| Carter 10                                | Rimbalzi   | 9 Da Ros                               |
| Daniele Parente                          | Allenatori | Romeo Sacchetti                        |

| Arbitri: | Angelo Caforio (Brindisi) Calogero Cappello (Porto Empedocle) Sebastiano Taraschio (Priolo Gargallo) |

|                                        |            |                                 |
| Rogić 19 Hunt 15 Bucarelli, Nikolić 10 | Punti      | 23 McGusty 19 Cesana 14 Miaschi |
| Rogić 7                                | Assist     | 9 Cesana                        |
| Hunt 9                                 | Rimbalzi   | 9 Pascolo                       |
| Romeo Sacchetti                        | Allenatori | Stefano Salieri                 |

| Arbitri: | Alessandro Costa (Livorno) Duccio Maschio (Firenze) Umberto Tallon (Bologna) |

|                                |            |                                   |
| Ambrosin 25 Grande 24 Marfo 14 | Punti      | 18 Rogić 17 Stefanelli 14 Nikolić |
| Chiarastella 5                 | Assist     | 2 Hunt, Nikolić                   |
| Marfo 12                       | Rimbalzi   | 9 Hunt                            |
| Devis Cagnardi                 | Allenatori | Romeo Sacchetti                   |

| Arbitri: | Enrico Bartoli (Trieste) Lorenzo Lupelli (Aprilia) Edoardo Ugolini (Forlì) |

|                                            |            |                                       |
| Nikolić 28 Stefanelli 19 Hunt, Severini 12 | Punti      | 20 Carver 16 Leggio 12 Ellis          |
| Nikolić 6                                  | Assist     | 3 Ellis, Ghirlanda, Redivo, Valentini |
| Nikolić 12                                 | Rimbalzi   | 13 Carver                             |
| Romeo Sacchetti                            | Allenatori | Stefano Comazzi                       |

| Arbitri: | Salvatore Nuara (Treviso) Lorenzo Grazia (Bergamo) Vincenzo Di Martino (Santa Maria la Carità) |

|                                              |            |                                               |
| Baldi Rossi 22 Nikolić 15 Rogić, Severini 13 | Punti      | 12 Durante 11 Moretti 10 Cicchetti, Rodríguez |
| Stefanelli 5                                 | Assist     | 6 Durante                                     |
| Baldi Rossi, Hunt 9                          | Rimbalzi   | 9 Moretti                                     |
| Romeo Sacchetti                              | Allenatori | Franco Gramenzi                               |

| Arbitri: | Alessandro Tirozzi (Bologna) Fabio Ferretti (Nereto) Christian Mottola (Taranto) |

|                                  |            |                                      |
| Wilson 19 Givens 14 Giachetti 12 | Punti      | 18 S. Nikolić 17 Baldi Rossi 15 Hunt |
| L. Nikolić 3                     | Assist     | 6 Rogić                              |
| Givens 8                         | Rimbalzi   | 12 Hunt                              |
| Luca Bechi                       | Allenatori | Romeo Sacchetti                      |

| Arbitri: | Mauro Moretti (Marsciano) Michele Centonza (Grottammare) Fabio Bonotto (Ravenna) |

|                                               |            |                                    |
| Nikolić 21 Baldi Rossi 17 Hunt, Stefanelli 11 | Punti      | 24 Guariglia 15 Jackson 10 Vencato |
| Bucarelli, Rogić 7                            | Assist     | 7 Vencato                          |
| Morgillo 9                                    | Rimbalzi   | 5 Guariglia, Jackson               |
| Romeo Sacchetti                               | Allenatori | Franco Ciani                       |

| Arbitri: | Francesco Terranova (Ferrara) Daniele Caruso (Milano) Andrea Coraggio (Sora) |

|                             |            |                                                           |
| Douvier 23 Reati 12 Fanti 7 | Punti      | 14 Severini 10 Baldi Rossi, Nikolić 9 Berdini, Stefanelli |
| Fanti 4                     | Assist     | 3 Berdini                                                 |
| Vincini 12                  | Rimbalzi   | 7 Da Ros                                                  |
| Alessandro Crotti           | Allenatori | Romeo Sacchetti                                           |

#### Fase a orologio
| Arbitri: | Enrico Boscolo Nale (Chioggia) Daniele Yang Yao (Vigasio) Alberto Perocco (Ponzano Veneto) |

|                                  |            |                                                           |
| Varnado 19 Wheatle 10 Copeland 9 | Punti      | 11 Bucarelli, Nikolić 10 Da Ros, Rogić 8 Hunt, Stefanelli |
| Copeland 4                       | Assist     | 6 Da Ros                                                  |
| Wheatle 11                       | Rimbalzi   | 10 Nikolić                                                |
| Nicola Brienza                   | Allenatori | Romeo Sacchetti                                           |

| Arbitri: | Daniele Foti (Vittuone) Duccio Maschio (Firenze) Fabio Ferretti (Nereto) |

|                                   |            |                                          |
| Bucarelli 21 Da Ros 19 Nikolić 18 | Punti      | 21 Marks 19 Mussini 14 Archie, Tomassini |
| Bucarelli, Da Ros 6               | Assist     | 5 Marks, Tomassini                       |
| Nikolić 8                         | Rimbalzi   | 9 Archie                                 |
| Romeo Sacchetti                   | Allenatori | Matteo Mecacci                           |

| Arbitri: | Gianluca Gagliardi (Anagni) Alessio Dionisi (Fabriano) Giulio Giovannetti (Rivoli) |

|                                            |            |                                       |
| Adrian, Sanford 16 Gazzotti 11 Benvenuti 7 | Punti      | 15 Nikolić 13 Bucarelli 9 Baldi Rossi |
| Penna, Sanford 4                           | Assist     | 3 Baldi Rossi, Hunt, Rogić            |
| Adrian 9                                   | Rimbalzi   | 8 Nikolić                             |
| Antimo Martino                             | Allenatori | Romeo Sacchetti                       |

| Arbitri: | Andrea Masi (Firenze) Andrea Chersicla (Oggiono) Umberto Tallon (Bologna) |

|                                     |            |                                   |
| Nikolić 20 Hunt 11 Da Ros, Rogić 10 | Punti      | 30 Copeland 20 Varnado 9 Saccaggi |
| Da Ros 7                            | Assist     | 3 Copeland, Saccaggi, Wheatle     |
| Da Ros, Hunt 6                      | Rimbalzi   | 14 Wheatle                        |
| Romeo Sacchetti                     | Allenatori | Nicola Brienza                    |

| Arbitri: | Valerio Salustri (Roma) Paolo Puccini (Genova) Luca Bartolini (Fano) |

|                               |            |                                                |
| Mussini 18 Kuuba 17 Archie 14 | Punti      | 17 Baldi Rossi 15 Nikolić, Stefanelli 10 Rogić |
| Mussini 4                     | Assist     | 4 Hunt                                         |
| Zilli 6                       | Rimbalzi   | 4 Hunt, Nikolić, Rogić                         |
| Matteo Mecacci                | Allenatori | Romeo Sacchetti                                |

| Arbitri: | Alessandro Tirozzi (Bologna) Jacopo Pazzaglia (Pesaro) Pierluigi Marzo (Lecce) |

|                                    |            |                                            |
| Nikolić 15 Baldi Rossi 11 Da Ros 9 | Punti      | 17 Adrian 15 Cinciarini 8 Benvenuti, Penna |
| Nikolić, Rogić, Stefanelli 3       | Assist     | 5 Valentini                                |
| Da Ros 6                           | Rimbalzi   | 10 Gazzotti                                |
| Romeo Sacchetti                    | Allenatori | Antimo Martino                             |

#### Play-off

##### Quarti di finale
| Arbitri: | Stefano Wassermann (Trieste) Michele Centonza (Grottammare) Moreno Almerigogna (Trieste) |

|                             |            |                                 |
| Hunt 20 Logan 18 Nikolić 16 | Punti      | 25 Smith 15 Stojanović 10 Borra |
| Logan 12                    | Assist     | 3 Parravicini                   |
| Da Ros 7                    | Rimbalzi   | 11 Borra                        |
| Romeo Sacchetti             | Allenatori | Gennaro Di Carlo                |

| Arbitri: | Stefano Ursi (Livorno) Pasquale Pecorella (Trani) Stefano De Biase (Udine) |

|                                           |            |                                   |
| Stefanelli 26 Baldi Rossi 18 Bucarelli 15 | Punti      | 31 Smith 11 La Torre 5 Stojanović |
| Da Ros 7                                  | Assist     | 3 Smith, Stojanović               |
| Da Ros 7                                  | Rimbalzi   | 12 Borra                          |
| Romeo Sacchetti                           | Allenatori | Gennaro Di Carlo                  |

| Arbitri: | Enrico Boscolo Nale (Chioggia) Mauro Moretti (Marsciano) Marco Rudellat (Nuoro) |

|                                    |            |                                 |
| Stojanović 29 Smith 21 La Torre 17 | Punti      | 19 Logan 17 Nikolić 10 Severini |
| Donda, Zugno 4                     | Assist     | 4 Da Ros, Logan                 |
| Stojanović 10                      | Rimbalzi   | 8 Nikolić                       |
| Gennaro Di Carlo                   | Allenatori | Romeo Sacchetti                 |

| Arbitri: | Valerio Salustri (Roma) Calogero Cappello (Porto Empedocle) Alberto Perocco (Ponzano Veneto) |

|                                 |            |                                  |
| Smith 24 Stojanović 20 Borra 11 | Punti      | 34 Logan 21 Da Ros 14 Stefanelli |
| La Torre 4                      | Assist     | 5 Logan                          |
| Borra 9                         | Rimbalzi   | 6 Bucarelli                      |
| Gennaro Di Carlo                | Allenatori | Romeo Sacchetti                  |

##### Semifinale
| Arbitri: | Giacomo Dori (Mirano) Roberto Radaelli (Rho) Fulvio Grappasonno (Lanciano) |

|                             |            |                                   |
| Nikolić 22 Logan 19 Hunt 12 | Punti      | 23 Varnado 16 Copeland 13 Wheatle |
| Logan 8                     | Assist     | 5 Wheatle                         |
| Hunt 9                      | Rimbalzi   | 11 Varnado                        |
| Romeo Sacchetti             | Allenatori | Nicola Brienza                    |

| Arbitri: | Marco Vita (Ancona) Alessandro Tirozzi (Bologna) Francesco Terranova (Ferrara) |

|                                      |            |                                   |
| Logan 22 Baldi Rossi 15 Bucarelli 14 | Punti      | 23 Copeland 19 Varnado 9 Saccaggi |
| Logan 5                              | Assist     | 4 Saccaggi                        |
| Baldi Rossi 10                       | Rimbalzi   | 11 Varnado                        |
| Romeo Sacchetti                      | Allenatori | Nicola Brienza                    |

| Arbitri: | Alessio Dionisi (Fabriano) Duccio Maschio (Firenze) Jacopo Pazzaglia (Pesaro) |

|                                          |            |                                            |
| Magro, Varnado 20 Copeland 13 Wheatle 12 | Punti      | 35 Logan 7 Nikolić, Stefanelli 6 Bucarelli |
| Della Rosa 7                             | Assist     | 1 Logan, Nikolić, Stefanelli               |
| Magro 9                                  | Rimbalzi   | 9 Baldi Rossi                              |
| Nicola Brienza                           | Allenatori | Romeo Sacchetti                            |

| Arbitri: | Angelo Caforio (Brindisi) Gianluca Gagliardi (Anagni) Calogero Cappello (Porto Empedocle) |

|                                   |            |                                    |
| Varnado 24 Wheatle 16 Copeland 10 | Punti      | 23 Logan 20 Nikolić 12 Baldi Rossi |
| Copeland 3                        | Assist     | 5 Bucarelli                        |
| Magro 7                           | Rimbalzi   | 7 Nikolić                          |
| Nicola Brienza                    | Allenatori | Romeo Sacchetti                    |

| Arbitri: | Enrico Bartoli (Trieste) Salvatore Nuara (Treviso) Alessandro Costa (Livorno) |

|                                               |            |                                   |
| Stefanelli 18 Logan, Nikolić 10 Baldi Rossi 9 | Punti      | 20 Varnado 15 Wheatle 13 Copeland |
| Bucarelli 9                                   | Assist     | 4 Della Rosa                      |
| Da Ros 9                                      | Rimbalzi   | 10 Varnado                        |
| Romeo Sacchetti                               | Allenatori | Nicola Brienza                    |

### Supercoppa LNP

#### Fase a gironi
| Arbitri: | Lorenzo Grazia (Bergamo) Paolo Sordi (Casalmorano) Francesco Di Luzio (Cernusco sul Naviglio) |

|                                        |            |                               |
| Baldi Rossi 18 Nikolić 16 Bucarelli 12 | Punti      | 22 Montano 13 Hill 11 Pullazi |
| Berdini, Bucarelli, Nikolić 4          | Assist     | 6 Potts                       |
| Baldi Rossi 7                          | Rimbalzi   | 6 Piunti                      |
| Romeo Sacchetti                        | Allenatori | Davide Villa                  |

| Arbitri: | Andrea Chersicla (Oggiono) Matteo Lucotti (Binasco) Francesco Cassina (Desio) |

|                                    |            |                                         |
| Redivo 14 Martinoni 13 Formenti 11 | Punti      | 18 Baldi Rossi 17 Stefanelli 15 Nikolić |
| Redivo 9                           | Assist     | 5 Stefanelli                            |
| Carver 12                          | Rimbalzi   | 7 Nikolić                               |
| Andrea Valentini                   | Allenatori | Romeo Sacchetti                         |

| Arbitri: | Marco Rudellat (Nuoro) Mattia Martellosio (Buccinasco) Paolo Puccini (Genova) |

|                                  |            |                                    |
| De Vico 23 Mayfield 22 Jackson 8 | Punti      | 18 Stefanelli 17 Hunt 15 Bucarelli |
| Vencato 7                        | Assist     | 4 Rogić                            |
| Jackson 9                        | Rimbalzi   | 7 Bucarelli                        |
| Franco Ciani                     | Allenatori | Romeo Sacchetti                    |

#### Quarti di finale
| Arbitri: | Calogero Cappello (Porto Empedocle) Sebastiano Tarascio (Priolo Gargallo) Luca Attard (Priolo Gargallo) |

|                                       |            |                                       |
| Mollura 18 Jenkins 13 Dieng, Romeo 11 | Punti      | 20 Baldi Rossi 13 Stefanelli 12 Rogić |
| Jenkins, Massone 5                    | Assist     | 7 Rogić                               |
| Mollura 7                             | Rimbalzi   | 5 Bucarelli, Hunt                     |
| Daniele Parente                       | Allenatori | Romeo Sacchetti                       |

#### Semifinale
| Arbitri: | Duccio Maschio (Firenze) Salvatore Nuara (Treviso) Gian Lorenzo Miniati (Firenze) |

|                                           |            |                               |
| Hunt 18 Rogić 11 Baldi Rossi, Bucarelli 9 | Punti      | 24 Denegri 12 Mobio 11 Caroti |
| Rogić 3                                   | Assist     | 3 Alibegović, Cannon, Caroti  |
| Hunt 9                                    | Rimbalzi   | 5 Eboua, Mobio                |
| Romeo Sacchetti                           | Allenatori | Demis Cavina                  |

### Coppa Italia LNP
| Arbitri: | Enrico Boscolo Nale (Chioggia) Matteo Lucotti (Binasco) Jacopo Pazzaglia (Pesaro) |

|                                        |            |                                              |
| Bucarelli 19 Baldi Rossi 14 Nikolić 11 | Punti      | 12 Antonutti 11 Gaspardo, Sherrill 7 Briscoe |
| Rogić 10                               | Assist     | 4 Briscoe                                    |
| Hunt 8                                 | Rimbalzi   | 8 Gaspardo                                   |
| Romeo Sacchetti                        | Allenatori | Matteo Boniciolli                            |

| Arbitri: | Roberto Radaelli (Rho) Stefano Wassermann (Trieste) Valerio Salustri (Roma) |

|                                        |            |                                           |
| Baldi Rossi 21 Bucarelli 15 Nikolić 12 | Punti      | 28 Tomassini 17 Marks, Mussini 11 Toscano |
| Rogić 10                               | Assist     | 6 Tomassini                               |
| Rogić 9                                | Rimbalzi   | 8 Berti                                   |
| Romeo Sacchetti                        | Allenatori | Matteo Mecacci                            |

## Statistiche

### Statistiche di squadra
Aggiornate al termine della stagione.
| Competizione               | Punti | In casa | In casa | In casa | In casa | In casa | In trasferta | In trasferta | In trasferta | In trasferta | In trasferta | Totale | Totale | Totale | Totale | Totale | Totale |
| Competizione               | Punti | G       | V       | P       | Ptf     | Pts     | G            | V            | P            | Ptf          | Pts          | G      | V      | P      | Ptf    | Pts    | Diff.  |
| -------------------------- | ----- | ------- | ------- | ------- | ------- | ------- | ------------ | ------------ | ------------ | ------------ | ------------ | ------ | ------ | ------ | ------ | ------ | ------ |
| Serie A2 - Regular season  | 40    | 12      | 11      | 1       | 987     | 816     | 12           | 9            | 3            | 956          | 850          | 24     | 20     | 4      | 1.943  | 1.666  | 277    |
| Serie A2 - Fase a orologio | 10    | 3       | 1       | 2       | 232     | 227     | 3            | 2            | 1            | 212          | 207          | 6      | 3      | 3      | 444    | 434    | 10     |
| Serie A2 - Play-off        | –     | 5       | 4       | 1       | 406     | 356     | 4            | 1            | 3            | 323          | 333          | 8      | 5      | 3      | 729    | 689    | 40     |
| Totale Serie A2            | –     | 20      | 16      | 4       | 1.625   | 1.399   | 19           | 12           | 7            | 1.491        | 1.390        | 39     | 28     | 11     | 3.116  | 2.789  | 327    |
| Supercoppa LNP             | –     | 1       | 1       | 0       | 82      | 69      | 4            | 2            | 2            | 292          | 305          | 5      | 3      | 2      | 374    | 374    | 0      |
| Coppa Italia LNP           | –     | 2       | 1       | 1       | 158     | 148     | 0            | 0            | 0            | 0            | 0            | 2      | 1      | 1      | 158    | 148    | 10     |
| Totale                     | –     | 23      | 18      | 5       | 1.865   | 1.616   | 23           | 14           | 9            | 1.783        | 1.695        | 46     | 32     | 14     | 3.648  | 3.311  | 337    |

### Andamento in campionato

#### Regular season
| Giornata  | 1 | 2 | 3 | 4 | 5 | 6 | 7 | 8 | 9 | 10 | 11 | 12 | 13 | 14 | 15 | 16 | 17 | 18 | 19 | 20 | 21 | 22 | 23 | 24 | 25 | 26 |
| --------- | - | - | - | - | - | - | - | - | - | -- | -- | -- | -- | -- | -- | -- | -- | -- | -- | -- | -- | -- | -- | -- | -- | -- |
| Luogo     | T | C | T | C | C | T | C | T | R | T  | C  | T  | C  | C  | T  | C  | T  | T  | C  | T  | C  | R  | C  | T  | C  | T  |
| Risultato | V | V | P | V | V | V | V | V | - | V  | V  | V  | V  | V  | V  | V  | P  | V  | P  | P  | V  | -  | V  | V  | V  | V  |
| Posizione | 3 | 1 | 3 | 2 | 2 | 2 | 1 | 1 | - | 2  | 2  | 1  | 1  | 1  | 1  | 1  | 1  | 1  | 1  | 1  | 1  | -  | 1  | 1  | 1  | 1  |

Legenda:

Luogo: C = Casa; T = Trasferta. Risultato: V = Vittoria; N = Pareggio; P = Sconfitta.

### Statistiche dei giocatori
Aggiornate al termine della stagione.

#### Serie A2

##### Regular season
| Nome                 | G  | Pun | Min | Falli | Falli | Tiri da 2 | Tiri da 2 | Tiri da 2 | Tiri da 3 | Tiri da 3 | Tiri da 3 | Tiri Liberi | Tiri Liberi | Tiri Liberi | Rimbalzi | Rimbalzi | Rimbalzi | Stop | Stop | Palle | Palle | Ass |
| Nome                 | G  | Pun | Min | C     | S     | R         | T         | %         | R         | T         | %         | R           | T           | %           | O        | D        | T        | D    | S    | P     | R     | Ass |
| -------------------- | -- | --- | --- | ----- | ----- | --------- | --------- | --------- | --------- | --------- | --------- | ----------- | ----------- | ----------- | -------- | -------- | -------- | ---- | ---- | ----- | ----- | --- |
| Stefan Nikolić       | 23 | 363 | 674 | 29    | 65    | 125       | 198       | 63        | 20        | 58        | 34        | 53          | 68          | 78          | 39       | 86       | 125      | 1    | 10   | 42    | 20    | 46  |
| Dario Hunt           | 24 | 293 | 626 | 66    | 82    | 125       | 218       | 57        | 0         | 0         | 0         | 43          | 85          | 51          | 48       | 124      | 172      | 36   | 14   | 62    | 17    | 43  |
| Roko Rogić           | 23 | 277 | 621 | 58    | 71    | 65        | 125       | 52        | 27        | 80        | 34        | 66          | 77          | 86          | 15       | 68       | 83       | 1    | 11   | 50    | 17    | 118 |
| Filippo Baldi Rossi  | 21 | 245 | 515 | 42    | 38    | 42        | 78        | 54        | 44        | 95        | 46        | 29          | 31          | 94          | 21       | 101      | 122      | 7    | 4    | 29    | 25    | 45  |
| Lorenzo Bucarelli    | 24 | 229 | 662 | 69    | 62    | 40        | 93        | 43        | 35        | 97        | 36        | 44          | 48          | 92          | 7        | 72       | 79       | 5    | 9    | 32    | 40    | 63  |
| Giovanni Severini    | 23 | 144 | 420 | 43    | 15    | 21        | 37        | 57        | 29        | 68        | 43        | 15          | 21          | 71          | 4        | 26       | 30       | 3    | 4    | 8     | 12    | 13  |
| Francesco Stefanelli | 16 | 124 | 327 | 40    | 53    | 22        | 42        | 52        | 15        | 52        | 29        | 35          | 41          | 85          | 1        | 25       | 26       | 0    | 4    | 22    | 10    | 29  |
| Nicola Berdini       | 22 | 116 | 335 | 42    | 50    | 17        | 41        | 41        | 17        | 52        | 33        | 31          | 40          | 78          | 5        | 26       | 31       | 0    | 3    | 27    | 12    | 33  |
| Matteo Da Ros        | 21 | 94  | 465 | 42    | 38    | 26        | 59        | 44        | 8         | 26        | 31        | 18          | 26          | 69          | 17       | 84       | 101      | 5    | 2    | 25    | 15    | 64  |
| Giovanni Pini        | 11 | 35  | 112 | 19    | 16    | 12        | 20        | 60        | 0         | 1         | 0         | 11          | 19          | 58          | 9        | 12       | 21       | 3    | 0    | 10    | 6     | 10  |
| Alessandro Morgillo  | 3  | 16  | 38  | 8     | 2     | 7         | 15        | 47        | 0         | 0         | 0         | 2           | 4           | 50          | 8        | 4        | 12       | 1    | 1    | 0     | 1     | 1   |
| Guglielmo Borsani    | 9  | 7   | 39  | 3     | 0     | 2         | 4         | 50        | 1         | 7         | 14        | 0           | 0           | 0           | 2        | 1        | 3        | 0    | 0    | 1     | 1     | 3   |
| Gregorio Meroni      | 3  | 0   | 3   | 0     | 0     | 0         | 1         | 0         | 0         | 0         | 0         | 0           | 0           | 0           | 0        | 0        | 0        | 0    | 1    | 1     | 0     | 0   |
| Riccardo Greppi      | 1  | 0   | 2   | 0     | 0     | 0         | 0         | 0         | 0         | 0         | 0         | 0           | 0           | 0           | 0        | 0        | 0        | 1    | 0    | 0     | 0     | 0   |
| Davide Brembilla     | 3  | 0   | 11  | 0     | 0     | 0         | 1         | 0         | 0         | 2         | 0         | 0           | 0           | 0           | 0        | 2        | 2        | 1    | 0    | 0     | 0     | 0   |

##### Fase a orologio
| Nome                 | G | Pun | Min | Falli | Falli | Tiri da 2 | Tiri da 2 | Tiri da 2 | Tiri da 3 | Tiri da 3 | Tiri da 3 | Tiri Liberi | Tiri Liberi | Tiri Liberi | Rimbalzi | Rimbalzi | Rimbalzi | Stop | Stop | Palle | Palle | Ass |
| Nome                 | G | Pun | Min | C     | S     | R         | T         | %         | R         | T         | %         | R           | T           | %           | O        | D        | T        | D    | S    | P     | R     | Ass |
| -------------------- | - | --- | --- | ----- | ----- | --------- | --------- | --------- | --------- | --------- | --------- | ----------- | ----------- | ----------- | -------- | -------- | -------- | ---- | ---- | ----- | ----- | --- |
| Stefan Nikolić       | 6 | 94  | 188 | 9     | 24    | 25        | 44        | 57        | 9         | 25        | 36        | 17          | 22          | 77          | 12       | 27       | 39       | 0    | 1    | 9     | 7     | 9   |
| Lorenzo Bucarelli    | 6 | 65  | 168 | 17    | 16    | 10        | 26        | 38        | 12        | 31        | 39        | 9           | 10          | 90          | 1        | 14       | 15       | 0    | 1    | 6     | 7     | 17  |
| Matteo Da Ros        | 6 | 60  | 157 | 15    | 10    | 21        | 41        | 51        | 2         | 14        | 14        | 12          | 18          | 67          | 7        | 25       | 32       | 2    | 2    | 9     | 2     | 24  |
| Roko Rogić           | 6 | 51  | 131 | 15    | 11    | 12        | 25        | 48        | 5         | 20        | 25        | 12          | 15          | 80          | 4        | 14       | 18       | 0    | 2    | 8     | 4     | 20  |
| Filippo Baldi Rossi  | 6 | 49  | 142 | 16    | 8     | 11        | 21        | 52        | 7         | 26        | 27        | 6           | 7           | 86          | 7        | 14       | 21       | 5    | 2    | 3     | 8     | 10  |
| Dario Hunt           | 6 | 44  | 125 | 12    | 14    | 20        | 45        | 44        | 0         | 0         | 0         | 4           | 13          | 31          | 11       | 19       | 30       | 5    | 2    | 10    | 1     | 11  |
| Francesco Stefanelli | 6 | 44  | 106 | 13    | 19    | 4         | 17        | 24        | 9         | 18        | 50        | 9           | 9           | 100         | 1        | 9        | 10       | 0    | 2    | 9     | 1     | 10  |
| Giovanni Severini    | 6 | 19  | 103 | 14    | 4     | 3         | 5         | 60        | 4         | 8         | 50        | 1           | 4           | 25          | 3        | 5        | 8        | 0    | 0    | 1     | 2     | 3   |
| Nicola Berdini       | 4 | 11  | 55  | 5     | 8     | 3         | 4         | 75        | 1         | 6         | 17        | 2           | 4           | 50          | 0        | 8        | 8        | 0    | 0    | 3     | 4     | 6   |
| Alessandro Morgillo  | 4 | 7   | 25  | 5     | 1     | 3         | 5         | 60        | 0         | 0         | 0         | 1           | 2           | 50          | 0        | 4        | 4        | 2    | 0    | 1     | 1     | 0   |

##### Play-off
| Nome                 | G | Pun | Min | Falli | Falli | Tiri da 2 | Tiri da 2 | Tiri da 2 | Tiri da 3 | Tiri da 3 | Tiri da 3 | Tiri Liberi | Tiri Liberi | Tiri Liberi | Rimbalzi | Rimbalzi | Rimbalzi | Stop | Stop | Palle | Palle | Ass |
| Nome                 | G | Pun | Min | C     | S     | R         | T         | %         | R         | T         | %         | R           | T           | %           | O        | D        | T        | D    | S    | P     | R     | Ass |
| -------------------- | - | --- | --- | ----- | ----- | --------- | --------- | --------- | --------- | --------- | --------- | ----------- | ----------- | ----------- | -------- | -------- | -------- | ---- | ---- | ----- | ----- | --- |
| David Logan          | 9 | 185 | 278 | 13    | 39    | 27        | 66        | 41        | 38        | 101       | 38        | 17          | 26          | 65          | 2        | 17       | 19       | 2    | 2    | 20    | 15    | 46  |
| Stefan Nikolić       | 9 | 104 | 261 | 20    | 27    | 30        | 54        | 56        | 8         | 24        | 33        | 20          | 28          | 71          | 17       | 29       | 46       | 3    | 2    | 9     | 5     | 6   |
| Francesco Stefanelli | 9 | 96  | 191 | 23    | 25    | 13        | 29        | 45        | 17        | 45        | 38        | 19          | 23          | 83          | 3        | 23       | 26       | 0    | 1    | 6     | 4     | 18  |
| Filippo Baldi Rossi  | 9 | 94  | 221 | 24    | 9     | 19        | 26        | 73        | 16        | 47        | 34        | 8           | 9           | 89          | 12       | 32       | 44       | 2    | 1    | 9     | 5     | 9   |
| Lorenzo Bucarelli    | 9 | 80  | 232 | 26    | 20    | 11        | 29        | 38        | 16        | 36        | 44        | 10          | 10          | 100         | 7        | 33       | 40       | 0    | 0    | 10    | 8     | 28  |
| Matteo Da Ros        | 9 | 72  | 236 | 28    | 18    | 22        | 48        | 46        | 5         | 14        | 36        | 13          | 17          | 76          | 15       | 38       | 53       | 2    | 3    | 9     | 2     | 27  |
| Dario Hunt           | 7 | 56  | 124 | 21    | 18    | 18        | 39        | 46        | 0         | 0         | 0         | 20          | 30          | 67          | 13       | 20       | 33       | 8    | 2    | 9     | 5     | 2   |
| Giovanni Severini    | 9 | 22  | 177 | 22    | 6     | 2         | 7         | 29        | 6         | 16        | 38        | 0           | 0           | 0           | 5        | 17       | 22       | 1    | 1    | 0     | 6     | 4   |
| Alessandro Morgillo  | 5 | 14  | 42  | 6     | 2     | 6         | 12        | 50        | 0         | 0         | 0         | 2           | 3           | 67          | 3        | 2        | 5        | 3    | 1    | 3     | 1     | 1   |
| Roko Rogić           | 2 | 5   | 16  | 3     | 4     | 0         | 2         | 0         | 0         | 0         | 0         | 5           | 6           | 83          | 0        | 0        | 0        | 0    | 0    | 2     | 0     | 2   |
| Nicola Berdini       | 7 | 1   | 22  | 2     | 5     | 0         | 2         | 0         | 0         | 1         | 0         | 1           | 2           | 50          | 2        | 3        | 5        | 0    | 0    | 2     | 0     | 0   |

#### Supercoppa LNP
| Nome                 | G | Pun | Min | Falli | Falli | Tiri da 2 | Tiri da 2 | Tiri da 2 | Tiri da 3 | Tiri da 3 | Tiri da 3 | Tiri Liberi | Tiri Liberi | Tiri Liberi | Rimbalzi | Rimbalzi | Rimbalzi | Stop | Stop | Palle | Palle | Ass |
| Nome                 | G | Pun | Min | C     | S     | R         | T         | %         | R         | T         | %         | R           | T           | %           | O        | D        | T        | D    | S    | P     | R     | Ass |
| -------------------- | - | --- | --- | ----- | ----- | --------- | --------- | --------- | --------- | --------- | --------- | ----------- | ----------- | ----------- | -------- | -------- | -------- | ---- | ---- | ----- | ----- | --- |
| Filippo Baldi Rossi  | 5 | 70  | 115 | 15    | 15    | 8         | 16        | 50        | 12        | 21        | 57        | 18          | 22          | 82          | 4        | 20       | 24       | 0    | 1    | 12    | 4     | 6   |
| Francesco Stefanelli | 4 | 61  | 108 | 13    | 15    | 5         | 12        | 42        | 12        | 22        | 55        | 15          | 16          | 94          | 1        | 9        | 10       | 0    | 2    | 5     | 8     | 12  |
| Roko Rogić           | 5 | 58  | 142 | 14    | 30    | 12        | 29        | 41        | 5         | 22        | 23        | 19          | 26          | 73          | 2        | 11       | 13       | 1    | 2    | 18    | 2     | 19  |
| Dario Hunt           | 5 | 48  | 100 | 11    | 10    | 21        | 42        | 50        | 1         | 1         | 100       | 3           | 5           | 60          | 10       | 14       | 24       | 4    | 4    | 9     | 3     | 1   |
| Lorenzo Bucarelli    | 5 | 46  | 130 | 15    | 9     | 8         | 17        | 47        | 8         | 20        | 40        | 6           | 7           | 86          | 5        | 20       | 25       | 2    | 0    | 6     | 15    | 7   |
| Stefan Nikolić       | 5 | 46  | 130 | 15    | 9     | 8         | 17        | 47        | 8         | 20        | 40        | 6           | 7           | 86          | 5        | 20       | 25       | 2    | 0    | 6     | 15    | 7   |
| Giovanni Severini    | 4 | 15  | 86  | 6     | 2     | 3         | 10        | 30        | 3         | 9         | 33        | 0           | 0           | 0           | 0        | 2        | 2        | 0    | 1    | 1     | 2     | 4   |
| Giovanni Pini        | 5 | 14  | 61  | 9     | 5     | 4         | 7         | 57        | 0         | 0         | 0         | 6           | 9           | 67          | 4        | 6        | 10       | 2    | 0    | 4     | 2     | 4   |
| Matteo Da Ros        | 5 | 11  | 106 | 12    | 10    | 4         | 13        | 31        | 0         | 6         | 0         | 3           | 8           | 38          | 1        | 7        | 8        | 0    | 2    | 8     | 3     | 5   |
| Nicola Berdini       | 1 | 8   | 15  | 3     | 0     | 1         | 2         | 50        | 2         | 3         | 67        | 0           | 0           | 0           | 0        | 3        | 3        | 0    | 1    | 4     | 1     | 4   |

#### Coppa Italia LNP
| Nome                 | G | Pun | Min | Falli | Falli | Tiri da 2 | Tiri da 2 | Tiri da 2 | Tiri da 3 | Tiri da 3 | Tiri da 3 | Tiri Liberi | Tiri Liberi | Tiri Liberi | Rimbalzi | Rimbalzi | Rimbalzi | Stop | Stop | Palle | Palle | Ass |
| Nome                 | G | Pun | Min | C     | S     | R         | T         | %         | R         | T         | %         | R           | T           | %           | O        | D        | T        | D    | S    | P     | R     | Ass |
| -------------------- | - | --- | --- | ----- | ----- | --------- | --------- | --------- | --------- | --------- | --------- | ----------- | ----------- | ----------- | -------- | -------- | -------- | ---- | ---- | ----- | ----- | --- |
| Filippo Baldi Rossi  | 2 | 35  | 57  | 5     | 6     | 3         | 5         | 60        | 7         | 13        | 54        | 8           | 8           | 100         | 0        | 7        | 7        | 1    | 0    | 1     | 2     | 2   |
| Lorenzo Bucarelli    | 2 | 34  | 50  | 5     | 5     | 5         | 11        | 45        | 6         | 13        | 46        | 6           | 6           | 100         | 2        | 5        | 7        | 1    | 0    | 0     | 1     | 6   |
| Stefan Nikolić       | 2 | 23  | 57  | 3     | 5     | 3         | 8         | 38        | 5         | 10        | 50        | 2           | 6           | 33          | 1        | 8        | 9        | 1    | 1    | 3     | 0     | 4   |
| Dario Hunt           | 2 | 16  | 48  | 2     | 4     | 7         | 14        | 50        | 0         | 0         | 0         | 2           | 4           | 50          | 4        | 7        | 11       | 2    | 1    | 5     | 5     | 2   |
| Roko Rogić           | 2 | 15  | 55  | 5     | 4     | 4         | 9         | 44        | 1         | 6         | 17        | 4           | 5           | 80          | 3        | 7        | 10       | 0    | 1    | 3     | 1     | 20  |
| Francesco Stefanelli | 2 | 15  | 35  | 8     | 7     | 2         | 4         | 50        | 2         | 7         | 29        | 5           | 7           | 71          | 1        | 2        | 3        | 0    | 0    | 3     | 1     | 4   |
| Giovanni Severini    | 2 | 14  | 48  | 2     | 3     | 2         | 4         | 50        | 2         | 7         | 29        | 4           | 4           | 100         | 1        | 3        | 4        | 0    | 0    | 3     | 0     | 1   |
| Matteo Da Ros        | 2 | 4   | 32  | 6     | 2     | 1         | 1         | 100       | 0         | 4         | 0         | 2           | 2           | 100         | 2        | 6        | 8        | 1    | 0    | 3     | 0     | 0   |
| Nicola Berdini       | 1 | 2   | 17  | 2     | 4     | 1         | 4         | 25        | 0         | 1         | 0         | 0           | 0           | 0           | 0        | 2        | 2        | 0    | 1    | 3     | 0     | 0   |
| Davide Brembilla     | 1 | 0   | 1   | 0     | 0     | 0         | 0         | 0         | 0         | 0         | 0         | 0           | 0           | 0           | 0        | 0        | 0        | 0    | 0    | 0     | 0     | 0   |

### Annotazioni
1. 1 2 3 4  Aggregato alla prima squadra dalle giovanili
2. ↑  Ceduto durante il corso della stagione
3. 1 2  Arrivato durante il corso della stagione

### Fonti
1. ↑   Abbonamenti e biglietti per il 9/10, in Pallacanestro Cantù. URL consultato il 5 dicembre 2022.
2. ↑   Info, su pallacanestrocantu.com, Pallacanestro Cantù. URL consultato il 20 luglio 2021.
3. ↑   Romeo Sacchetti è il nuovo capo allenatore dell’Acqua S.Bernardo Cantù, su pallacanestrocantu.com, Pallacanestro Cantù, 21 giugno 2022. URL consultato l'11 luglio 2022.
4. ↑   Cantù affonda il colpo: Filippo Baldi Rossi firma fino al 2024, su pallacanestrocantu.com, Pallacanestro Cantù, 1º luglio 2022. URL consultato l'11 luglio 2022.
5. ↑   Roko Rogić nuovo playmaker di Pallacanestro Cantù, su pallacanestrocantu.com, Pallacanestro Cantù, 3 luglio 2022. URL consultato l'11 luglio 2022.
6. ↑   Nuova firma per l’Acqua S.Bernardo: Giovanni Pini è biancoblù!, su pallacanestrocantu.com, Pallacanestro Cantù, 12 luglio 2022. URL consultato il 12 luglio 2022.
7. ↑   Pallacanestro Cantù punta su Nicola Berdini, playmaker classe 2003, su pallacanestrocantu.com, Pallacanestro Cantù, 14 luglio 2022. URL consultato il 14 luglio 2022.
8. ↑   Muscoli ed esperienza sotto canestro: arriva Dario Hunt!, in Pallacanestro Cantù, 28 luglio 2022.
9. ↑   Ugo Ducarello torna nello staff tecnico di Pallacanestro Cantù, in Pallacanestro Cantù, 31 luglio 2022.
10. ↑   Il secondo acquisto dell’Apu OWW Udine è un altro friulano: benvenuto Marco Cusin, su sportando.basketball, Sportando, 30 giugno 2022. URL consultato l'11 luglio 2022.
11. ↑   Happy Casa Brindisi, ufficiale il biennale a Jordan Bayehe, su sportando.basketball, Sportando, 3 luglio 2022. URL consultato l'11 luglio 2022.
12. ↑   Pallacanestro Cantù annuncia Alessandro Morgillo, in Pallacanestro Cantù, 3 marzo 2023. URL consultato il 6 marzo 2023.
13. ↑   Nota ufficiale di mercoledì 8 febbraio, in Pallacanestro Cantù, 8 febbraio 2023. URL consultato il 6 marzo 2023.
14. ↑   Accordo raggiunto con Giovanni Pini, in Scaligera Basket, 9 febbraio 2023. URL consultato il 6 marzo 2023.
15. ↑   Campo neutro Cantù, scelto Casale Monferrato, in La Provincia di Como, 31 maggio 2023. URL consultato il 5 giugno 2023.
16. ↑   Classifica, in Lega Nazionale Pallacanestro.
17. ↑   Diretta: Serie A2 2022/2023 classifica, su diretta.it.
18. ↑   Acqua S.Bernardo Cantù - Statistiche giocatori, in Lega Nazionale Pallacanestro.